# 株主資本等変動計算書
株主資本等変動計算書（かぶぬししほんとうへんどうけいさんしょ、S/S、Statements of Shareholders' Equity）とは、貸借対照表の純資産の変動状況を表す財務諸表である。

## 概要
2006年に新会社法が施行される以前は、資本の部（現・純資産の部）の変動状況は個別ベースでは利益処分計算書（利益処分案）、連結ベースでは連結剰余金計算書という財務諸表によっていた。しかし、会社法で剰余金の処分を定期株主総会以外でも行うことができるようになるなど、時期や方法が大幅に自由度の高いものとなった。そのため、期中の純資産の変動を適切に把握できる必要性から新たに株主資本等変動計算書が作成されることになった。
株主資本等変動計算書においては、純資産を株主資本、評価・換算差額、新株予約権、非支配株主持分（連結株主資本等変動計算書においてのみ作成）の4つに分けて掲載する。そして、株主資本の期中の変動額については変動した事由ごとに区分して表示される。株主資本以外の項目は原則として当期の変動額の純額で表示する。このように株主資本と株主資本以外の項目について扱いが異なるのは、現在の日本の会計基準が投資の成果を表す純利益とそれを生み出す株主資本との関係を重視しているからである。